# Rally Transibérico
Il Rally Transibérico (denominato Baja Portugal 1000 sino al 2005) è un rally raid, organizzato dalla Automóvel Club de Portugal, che si svolge in Portogallo dal 1988.
La denominazione ufficiale del rally, in omaggio allo sponsor era Rally Vodafone Transibérico.

## Storia
Il Baja Portugal 1000 si è disputato sino al 2005, in quell'anno il neonato Rally Transibérico, tenne la sua prima edizione concomitante col Baja Portugal, ma dal 2006 ne prese definitivamente il posto.
Dal 2010 il rally raid è stato sostituito dall'Estoril-Portimão-Marrakech che ha tuttavia disputato solo una edizione, mentre nel 2011 ne la 2ª edizione Estoril-Portimão-Marrakech ne la 6ª del Rally Transibérico sono stati disputati, pertanto l'unico rally raid portoghese, organizzato dall'Automóvel Club de Portugal, per il 2011 è stato il Baja Portalegre 500, che ha celebrato la sua 25ª edizione.

## Albo d'oro
Auto
| Ed. | Anno | 1º                                                         | 2º                                                        | 3º                                                       |
| --- | ---- | ---------------------------------------------------------- | --------------------------------------------------------- | -------------------------------------------------------- |
| 1   | 1988 | João Vassalo / Manuel Morais Umm Alter Turbo               | Carlos Barbosa Tucha / Antonio Castro Umm Alter Turbo     | Antonio Bayona / Jose Costa Mitsubishi Pajero            |
| 2   | 1989 | Raoul Raymondis / Daffos Range Rover Rr 200                | Andre Dessoude / Breb Nissan Terrano                      | Pedro Cortez / Pedro Perez Umm V6                        |
| 3   | 1990 | Raoul Raymondis / Laurent Jaurigne Range Rover Rr 200      | Miguel Prieto / Manuel Juncosa Nissan Patrol              | João Vassalo / Pedro Figueiredo Umm V6                   |
| 4   | 1991 | Salvador Servia / Jaime Puig Lada Samara                   | Gaston Alessandria /Nicole Alessandria Lada Niva          | Claudio Cere / Romeo Bandiziol Mitsubishi Proto          |
| 5   | 1992 | Jean Louis Schlesser Schlesser Original                    | Tomaz M. Breyner / Jaime Baptista Nissan Pick Up V6       | Klaus Seppi / Alois Haringer Mercedes 600 Ge             |
| 6   | 1993 | Pierre Lartigue / Michel Périn Citröen Zx Rally- Raid      | Timo Salonen / Fred Gallagher Citröen Zx Rally            | Jean L. Schlesser / Stephane Lhermite Schlesser Original |
| 7   | 1994 | Pierre Lartigue / Michel Périn Citröen Zx Rally- Raid      | Erwin Weber / Manfred Hiemer Seat Toledo Marathon         | João Vassalo / Antonio Caiado Mitsubishi Pajero          |
| 8   | 1995 | Ari Vatanen / Fabrizia Pons Citröen Zx Baja                | Pierre Lartigue / Michel Périn Citröen Zx Rally           | Philippe Wambergue / Jean-Paul Cottret Nissan Patrol     |
| 9   | 1996 | Pierre Lartigue / Michel Périn Citroen Zx Baja             | Ari Vatanen / Gilles Picard Citroen Zx Rally              | João Vassalo / Antonio Caiado Mitsubishi Pajero          |
| 10  | 1997 | Ari Vatanen / Fred Gallagher Citroen Zx Baja               | Jean-Louis Schlesser / Philippe Monnet Schlesser Original | José Rodrigues / Vitor Paula Cardoso Toyota Land Cruiser |
| 11  | 1998 | Philippe Wambergue / Jean Paul Cottret Toyota Land Cruiser | Santos Godinho / Vitor Jesus Sg Proto                     | Jean Louis Schlesser Schlesser Original                  |
| 12  | 1999 | Carlos Sousa / João Luz Mitsubishi Strakar                 | Jean-Louis Schlesser / Philippe Monnet Schlesser Renault  | Filipe Campos / Pedro Figueiredo Toyota Land Cruiser     |
| 13  | 2000 | Jean-Louis Schlesser / Richard Micoud Schlesser Renault    | Carlos Sousa / João Luz Mitsubishi Strakar                | Filipe Campos / Pedro Figueiredo Toyota Land Cruiser     |
| 14  | 2001 | Carlos Sousa / Victor Jesus Mitsubishi Strakar             | Jutta Kleinschmidt / Andreas Schulz Mitsubishi Pajero     | Jean-Louis Schlesser / Henri Magne Schlesser Dsc8 Mégane |
| 15  | 2002 | Carlos Sousa / Victor Jesus Mitsubishi Strakar             | Miguel Barbosa / Miguel Ramalho Mitsubishi Strakar        | Alexander Khrol / Alex Marzaliouk Mitsubishi Pajero      |
| 16  | 2003 | Carlos Sousa / Henri Magne Mitsubishi Strakar              | Rui Sousa / Carlos Silva Nissan Pick Up Navara            | Miguel Barbosa / Miguel Ramalho Mitsubishi Strakar       |
| 17  | 2004 | Carlos Sousa / Henri Magne Mitsubishi Pajero Evo           | Khalifa Almutaiwei / Alain Guehennec Bmw X5               | Luis Costa / Arnaldo Marques Toyota Land Cruise          |
| 18  | 2005 | Marc Blazquez / Ignacio Salvador Nissan Pick Up            | Filipe Campos / Jaime Batista Nissan Pick Up Navara       | Luis Costa / Carlos Costa Toyota Land Cruiser            |
| 1   | 2005 | Filipe Campos / Jaime Batista Nissan Pick Up Navara        | Pedro Grancha / Diogo Salema Mitsubishi Pajero            | Antonio Mendes / Francisco Menezes Nissan Pick Up Navara |
| 2   | 2006 | Giniel de Villiers / Dirk von Zitzewitz Vw Touareg Ii      | Nani Roma / Henri Magne Mitsubishi Evo                    | Luc Alphand / Gilles Picard Mitsubishi Evo               |
| 3   | 2007 | Carlos Sainz / Michel Périn Vw Race Touareg Ii             | Nani Roma / Lucas Cruz Mitsubishi Evo                     | Carlos Sousa / Andreas Schulz Vw Touareg Ii              |
| 4   | 2008 | Luc Alphand / Gilles Picard Mitsubishi Pajero              | Nasser Al-Attiyah / Tina Thörner BMW X3                   | Filipe Campos / Jaime Baptista BMW X3                    |
| 5   | 2009 | Guerlain Chicherit / Tina Thörner BMW X3                   | Helder Oliveira / Filipe Palmeiro Nissan Pathfinder       | Bernardo Moniz de Maja / Joana Sotto-Mayor BMW X3        |